# Mario Mirabella Roberti
Mario Mirabella Roberti (Venezia, 1º marzo 1909 – Milano, 11 novembre 2002) è stato un archeologo italiano, specialista in archeologia classica e cristiana.

## Biografia
Nato a Venezia, trascorse l'infanzia in varie città d'Italia (Brescia, Napoli, Ascoli Piceno, Vercelli) dove veniva man mano trasferito suo padre, veterinario provinciale del Regno.
A Milano seguì i corsi dell'Università Cattolica, dove si laureò nel 1932.
Dal 1935 al 1947 ricoprì l'incarico di direttore del Museo dell'Istria a Pola dove condusse numerose campagne di scavo. Durante la seconda guerra mondiale si occupò diffusamente del restauro e salvataggio dei beni artistici in Istria.
Entrato nel 1943 all'Università degli Studi di Trieste, vi insegnò Archeologia classica (dal 1943 al 1951, nel '44 fu infatti relatore di tesi di Alice Psacaropulo) e Archeologia cristiana (dal 1951 al 1979). 
Dal 1947 ricoprì l'incarico di Ispettore della Soprintendenza ai Monumenti, Gallerie e Antichità di Trieste. Dal 1953 al 1973 fu Soprintendente alle antichità della Lombardia a Milano, succedendo a Nevio Degrassi.
Nel 1968 fondò il Centro di Antichità Alto Adriatiche, con sede ad Aquileia, tuttora attivo.
Autore di numerose pubblicazioni di storia e archeologia, morì a Milano nel 2002.

## Opere
La sua bibliografia completa fino al 1999 è raccolta e pubblicata dal Centro di Antichità Alto Adriatiche.
Tra le sue opere:
- Mario Mirabella Roberti, Scritti di archeologia. 1943-1979, Trieste, Società istriana di archeologia e storia patria, 1980 [«Atti e memorie della Societa istriana di archeologia e storia patria», voll. 27-28 della nuova serie (79-80 della raccolta)].
- Mario Mirabella Roberti, L'Istria. Viabilità e insediamenti, in La Venetia nell'area padano-danubiana. Le vie di comunicazione, Venezia, Padova, Cedam, 1990, pp. 198-209.